# أفاتو
أفاتو (باليونانية: Άβατο)‏، واسمها التركي بي كوي (بالتركية: Beyköy)‏ هي مدينة في كسانثي في مقاطعة فوريا إلادا في اليونان.
يبلغ عدد سكانها حوالي 1420 نسمة.